# رامون روس
رامون روس (انگلیسی: Ramón Ros؛ زادهٔ ۲ فوریهٔ ۱۹۸۱) بازیکن فوتبال اهل اسپانیا است.
از باشگاه‌هایی که در آن بازی کرده‌است می‌توان به باشگاه فوتبال بارسلونا بی، باشگاه فوتبال بارسلونا، باشگاه فوتبال بارسلونا سی، و باشگاه فوتبال نومانسیا اشاره کرد.